# بتی برودریک
بتی برودریک (انگلیسی: Betty Broderick؛ زادهٔ ۷ نوامبر ۱۹۴۷) قاتل اهل ایالات متحده آمریکا است.